# Acaulopage bicornis
Acaulopage bicornis är en svampart som beskrevs av Drechsler 1955. Acaulopage bicornis ingår i släktet Acaulopage och familjen Zoopagaceae.   Inga underarter finns listade i Catalogue of Life.